# 生命的舞動

生命的舞動電影上市日期2004年

《生命的舞動》（英語：Inside I'm Dancing，或作）是一部描寫身心障礙者尋求在外自立生活的電影。劇中男主角麥可柯諾利是重度的腦性麻痺患者，居住在柯利摩安養機構，過著重複、單調，沒有自由的生活。一直到他遇到羅利歐夏後，他的觀念才有改變。羅利歐夏是個離經叛道，有違傳統刻板印象的身心障礙者，雖罹患肌肉萎缩症不良於行；但舉凡喝酒、飆車、打扮叛逆、滿口租話無一不缺，有別於一般身心障礙者給人「乖乖牌」的印象，完全異於麥可柯諾利。但兩人卻相知相惜，互相影響，一起面對困難，從中學習成長。此部電影生動的描述身心障礙者出來獨立生活遭遇的挫折，以及重度身心障礙者必須受限社會環境、政治制度、人力協助不足、社會缺少接納的困難。

## 劇情簡介
麥可柯諾利出生即罹患「腦性麻痺」，肢體不協調，具有嚴重的語言障礙，居住在柯利摩安養機構。母親去世後，遭到擔任法官的父親棄養於柯利摩安養機構。後來，柯利摩安養機構一位新朋友「羅利歐夏」，雖罹患肌肉萎缩症不良於行，但個性非常叛逆。羅利歐夏開啟了麥可柯諾利思想、行為上的想像。羅利歐夏曾問麥可柯諾利：「你的衣服都是誰買的？你難道不會想出去見見外面的世界嗎？你不會想跟女人上床嗎？」後來，在一次機構的街頭募款中，羅利歐夏帶著麥可柯諾利到酒吧跟女孩搭訕喝酒，去舞廳跳舞，體驗一般同年紀青年應有的「生活」。
在羅利歐夏鼓勵下，麥可柯諾利申請政府的「獨立生活支持」，離開機構，並到法院尋求生父的資金贊助，經過修繕後，有了一間無障礙房子居住。並尋找到一位女性個人助理「席邦」。在長久的協助關係下，麥可柯諾利對席邦產生情愫，在舞會上求愛不成，遭到拒絕，後席邦離職，使得麥可柯諾利情感上受到嚴重打擊。原本絕望，感到獨立生活毫無意義，充滿挫折的麥可柯諾利，負氣準備回到柯利摩安養機構，在大雨中被羅利歐夏追至橋上，告訴麥可柯諾利，兩人建立的獨立生活，才是真正的「家」。然而，大雨中，羅利歐夏淋濕全身，因此感染急性肺炎，病危中，羅利歐夏對麥可柯諾利說；「你誰都不需要，你是你自己。」後不久離世。但麥可柯諾利深受羅利歐夏的精神鼓舞，知道真正的獨立是「堅強」與「勇氣」，而非依靠誰，於是繼續過著獨立生活，回到人群中，尋找自己的未來。

## 演員
- 詹姆斯·麥艾維（James McAvoy） 飾演 羅利歐夏
- 史蒂芬·羅伯森（Steven Robertson） 飾演 麥可柯諾利
- 艾倫金（Alan King）
- 布蘭達·佛莉克（Brenda Fricker）